# Stazione di Firenze Santa Maria Novella
La stazione di Firenze Santa Maria Novella è una stazione ferroviaria italiana, sita nel comune di Firenze, nelle immediate vicinanze dell’omonima basilica e a circa 1 km dal Duomo. 
Con oltre 59.000.000 di passeggeri all'anno, lo scalo è la quarta stazione ferroviaria in Italia per flusso di passeggeri, nonché la principale della Toscana. 
Il fabbricato viaggiatori, considerato uno dei capolavori del razionalismo italiano, fu progettato all'inizio degli anni 1930 da una squadra di architetti detta Gruppo Toscano, guidati da Giovanni Michelucci. Gli altri apparati tecnici e di servizio erano stati progettati da Angiolo Mazzoni e conclusi leggermente prima nel 1929 (come la Centrale termica).

## Storia

### La stazione Maria Antonia (Ottocento)
Verso il 1840 si iniziarono a progettare i collegamenti ferroviari di Firenze. La prima stazione cittadina fu la Stazione Leopolda, creata nella zona di Porta al Prato per i treni verso Livorno, inaugurata il 12 giugno 1848 e dedicata al Granduca Leopoldo II. Prima della fine dei lavori si era già resa necessaria la creazione di una seconda stazione che servisse l'altra linea in corso di realizzazione, la Maria Antonia verso Prato e Pistoia: progettata da Enrico Presenti, lo stesso della stazione Leopolda, venne terminata e inaugurata addirittura prima dell'altra stazione, il 3 febbraio 1848, e intitolata alla moglie del Granduca Maria Antonia di Borbone-Due Sicilie, cioè «stazione Maria Antonia». La stazione era stata costruita molto più a ridosso dell'abside della chiesa di Santa Maria Novella rispetto a quella odierna, e ne aveva sacrificato oltre che gli orti, alcuni ambienti che facevano parte del convento: l'Oratorio della Confraternita di Gesù Pellegrino e le cappelle Alfieri e Brunelleschi.
La crescita costante del traffico impose di unificare le stazioni; la vicinanza con il centro cittadino fece preferire la Maria Antonia, e quando nel 1860 le due linee furono interconnesse assunse il ruolo di scalo passeggeri della città, mentre la Leopolda veniva adibita a scalo merci. Con la fine del Granducato il nome venne cambiato in stazione di Santa Maria Novella e rimase inalterata nella sua struttura ottocentesca fino agli anni trenta del Novecento.

### La nuova stazione (anni '30)
Nel 1931 il ministro delle Ferrovie Costanzo Ciano affidò all'architetto Angiolo Mazzoni la creazione di un progetto per il potenziamento della stazione fiorentina, che sorgesse un po' più distante dalla chiesa e che rispondesse alle moderne necessità del traffico ferroviario. 

Il progetto del Mazzoni però subì numerose critiche, tanto che nel 1932 il Comune di Firenze dovette bandire un concorso per la nuova stazione: ne risultò vincitore un gruppo, il cosiddetto Gruppo Toscano, formato da Pier Niccolò Berardi, Nello Baroni, Italo Gamberini, Sarre Guarnieri, Leonardo Lusanna, Giovanni Michelucci, i quali crearono una delle opere più importanti del cosiddetto Razionalismo italiano. 
Secondo questo stile, teorizzato solo in seguito, la struttura di un'opera doveva riflettere la sua funzione. Essa rappresentò il primo esempio in Italia di stazione eretta secondo una logica di funzionalità moderna. Sebbene l'opera non fosse in linea con le tendenze architettoniche improntate al trionfalismo di stampo fascista, l'opera ricevette il plauso dello stesso Mussolini. Nonostante ciò, la sua realizzazione divise il mondo della cultura fra conservatori insoddisfatti (capitanati da Ugo Ojetti) e modernisti entusiasti, come i giovani intellettuali del caffè Le Giubbe Rosse di piazza della Repubblica fra i quali Elio Vittorini, Alessandro Bonsanti e Romano Bilenchi.

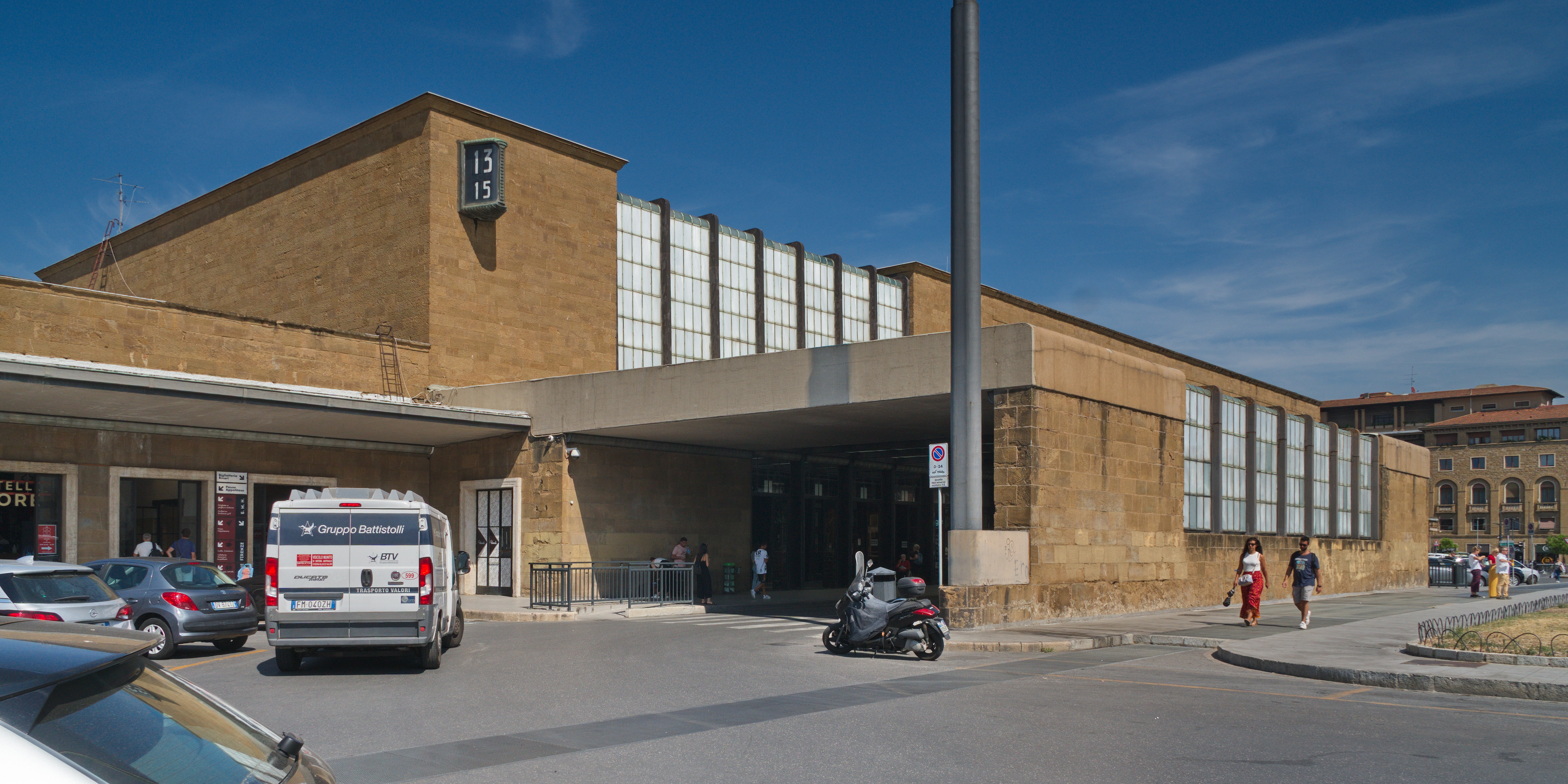
Entrata principale

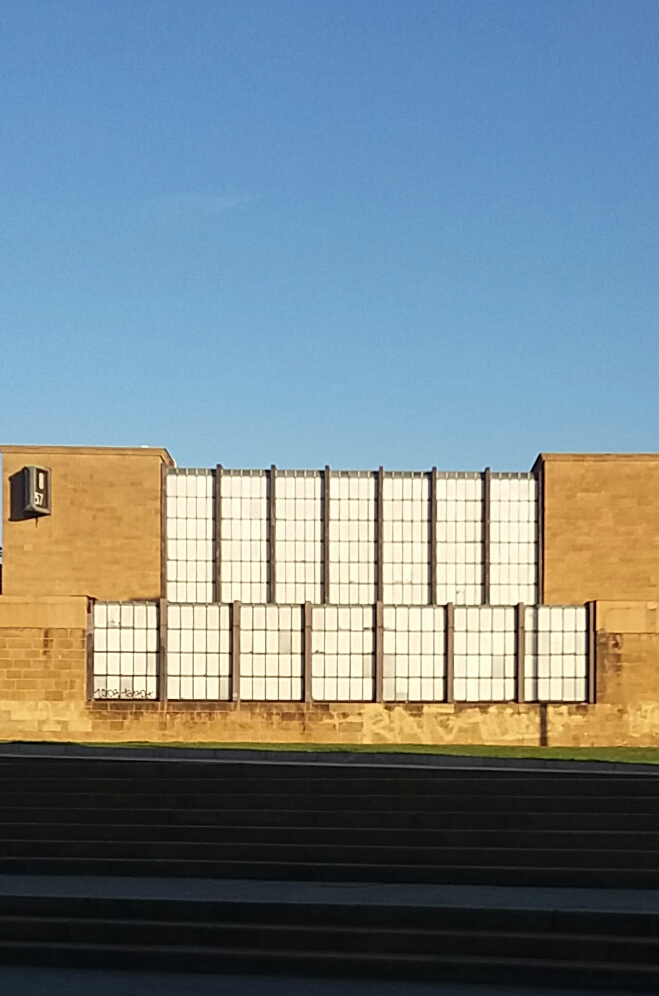
Vetrate lato sud

Il 10 giugno 1934 Benito Mussolini, capo del Governo, chiamò a palazzo Venezia tutti i progettisti del gruppo toscano. Margherita Sarfatti "aveva infatti convinto il Duce della bellezza della stazione, che, vista dall'alto, sembrava un fascio littorio. Un puro caso, giurano i progettisti ancor oggi, ma fu il colpo decisivo: la stazione si fece, senza più nessuna discussione".
Il gruppo di Michelucci vinse quindi il concorso pubblico su oltre 100 concorrenti, realizzando, almeno secondo il parere generalizzato odierno, un miracoloso connubio di bellezza formale e funzionalità.

#### I convogli per i campi di sterminio
Dalla stazione di Santa Maria Novella partirono due convogli per i campi di sterminio nazisti.
Il 9 novembre 1943 dal binario 16 partì un convoglio con 300 ebrei con destinazione Auschwitz. 107 furono immediatamente eliminati al loro arrivo, la maggioranza dei rimanenti trovò la morte nel campo e solo 15 fecero ritorno.
L'8 novembre 2019, «a settant'anni di distanza da quei tragici eventi» è stato inaugurato al binario 16 della stazione un monumento alla memoria di quegli ebrei deportati alla presenza delle autorità locali e del rabbino capo di Firenze Joseph Levi.
Al binario 16 una targa in marmo e un monumento ricordano il treno che l'8 marzo 1944, durante la seconda guerra mondiale, partì da qui carico di oltre mille deportati principalmente politici destinati ai campi di concentramento nazisti a causa di uno sciopero. L'8 marzo 1991, in occasione del 47º anniversario della Deportazione, per iniziativa dell'Associazione nazionale ex deportati nei campi nazisti, fu collocata una targa in ottone, sostituita vent'anni dopo, e precisamente l'8 marzo del 2011 da una in marmo in occasione del 67º anniversario della deportazione a Mauthausen. La targa riporta la seguente iscrizione:
.

### Modifiche recenti (anni '70-'90)
Negli anni 1970 sono stati aggiunti un nuovo sottopassaggio commerciale che porta dall'interno della stazione all'inizio di via Panzani, poi successivamente il grande parcheggio sotterraneo multipiano e una pensilina sul lato nord per il capolinea dell'autobus (progettata da Cristiano Toraldo Di Francia nel 1990) che ha inglobato un filare di pini a fianco della stazione. Quest'ultima, rivestita con preziosi marmi bianchi e verdi, contrastava fortemente con il contesto circostante, e la sua struttura "chiusa", voluta per incanalare i flussi pedonali, ha tuttavia creato zone di degrado ad uso dei senzatetto e talvolta della piccola malavita; dopo lunghi dibattiti, l'amministrazione comunale ha deciso la sua demolizione, che è stata completata nell'agosto del 2010.
La stazione fa parte anche del progetto Grandi Stazioni, che coinvolge le maggiori 13 stazioni ferroviarie italiane nell'ottica di una riqualificazione e ammodernamento delle stesse. Tuttora è presente all'interno una chiesa cattolica.

## Contesto urbanistico

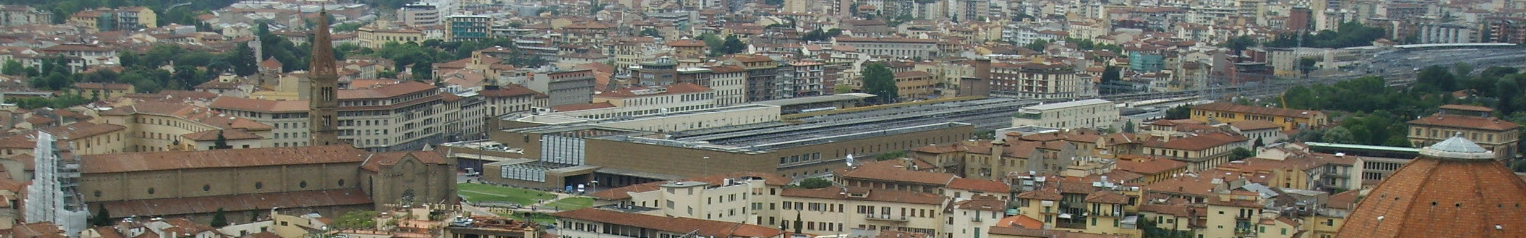
Vista con la basilica di Santa Maria Novella dal campanile di Giotto

L'edificio della stazione si confronta in primo luogo con l'illustre architettura del fronte posteriore di Santa Maria Novella, che domina con lo slancio del coro e del campanile tutta la piazza. La ravvicinata presenza del monumento fu uno dei principali motivi di polemica all'epoca della costruzione, ritenendo le critiche impossibile un dialogo tra la nuova architettura razionalista e le antiche forme gotiche.
La accentuata orizzontalità, che caratterizza anche l'edificio della Scuola Carabinieri contiguo alla chiesa, fa sì che il fabbricato viaggiatori non rivaleggi con il monumento, ma si ponga, come spiegavano gli stessi progettisti, «con funzione e aspetto di termine, di limite, per lasciare prevalere incontrastato nella sua espressione monumentale l'abside della chiesa».

## Descrizione
La stazione di Firenze si configura infatti come un lungo blocco compatto caratterizzato da un'accentuata orizzontalità, per evitare il conflitto con il verticalismo della chiesa di Santa Maria Novella. Si tratta di una stazione di testa dove i binari arrivano perpendicolari alla facciata e vi si interrompono, a differenza delle cosiddette stazioni di passaggio con binari paralleli alla facciata e senza interruzioni.
Michelucci sminuiva il ruolo dello stile del razionalismo, preferendo definire l'opera come sincretica nata cioè da tendenze diverse sviluppate nella massima libertà.
Tra le caratteristiche architettoniche di maggior pregio spicca anche la scelta dei materiali che, oltre al vetro ed al metallo, grazie alla pietra forte si amalgamano perfettamente agli edifici cittadini, a partire proprio dall'antistante chiesa di Santa Maria Novella realizzata con la stessa pietra. Dalla facciata, a semplici blocchi squadrati, si apre una vetrata a sette grandi fasce che proseguono per tutto l'edificio (la cosiddetta "cascata di vetro") dando un effetto prospettico gradevole e illuminando il grande atrio della biglietteria, o Salone delle Partenze, ricoperto di marmi, e soprattutto l'arioso vano dei binari, realizzato senza strutture di sostegno centrali per garantirne la massima ampiezza e vastità. Coperto da rame e vetro, è lungo ben 160 metri e vi arrivano 16 binari, ciascuno con pensilina.
Il lungo fronte degli uffici su Via Valfonda replica il rivestimento in pietra forte scandito dalle incorniciature in travertino delle aperture al pian terreno e dei davanzali delle finestre al primo piano, mentre su via Alamanni la stazione si accorda all'edificio dei servizi postali tramite un fabbricato circolare sempre rivestito in pietra forte ma ritagliato da un grande infisso metallico bordato in travertino.
Alla essenzialità del trattamento degli esterni si oppone la ricchezza dei materiali utilizzati all'interno, dove la policromia dei marmi, vetri e metalli tocca anche le parti più strettamente "funzionali".

### La galleria di testa

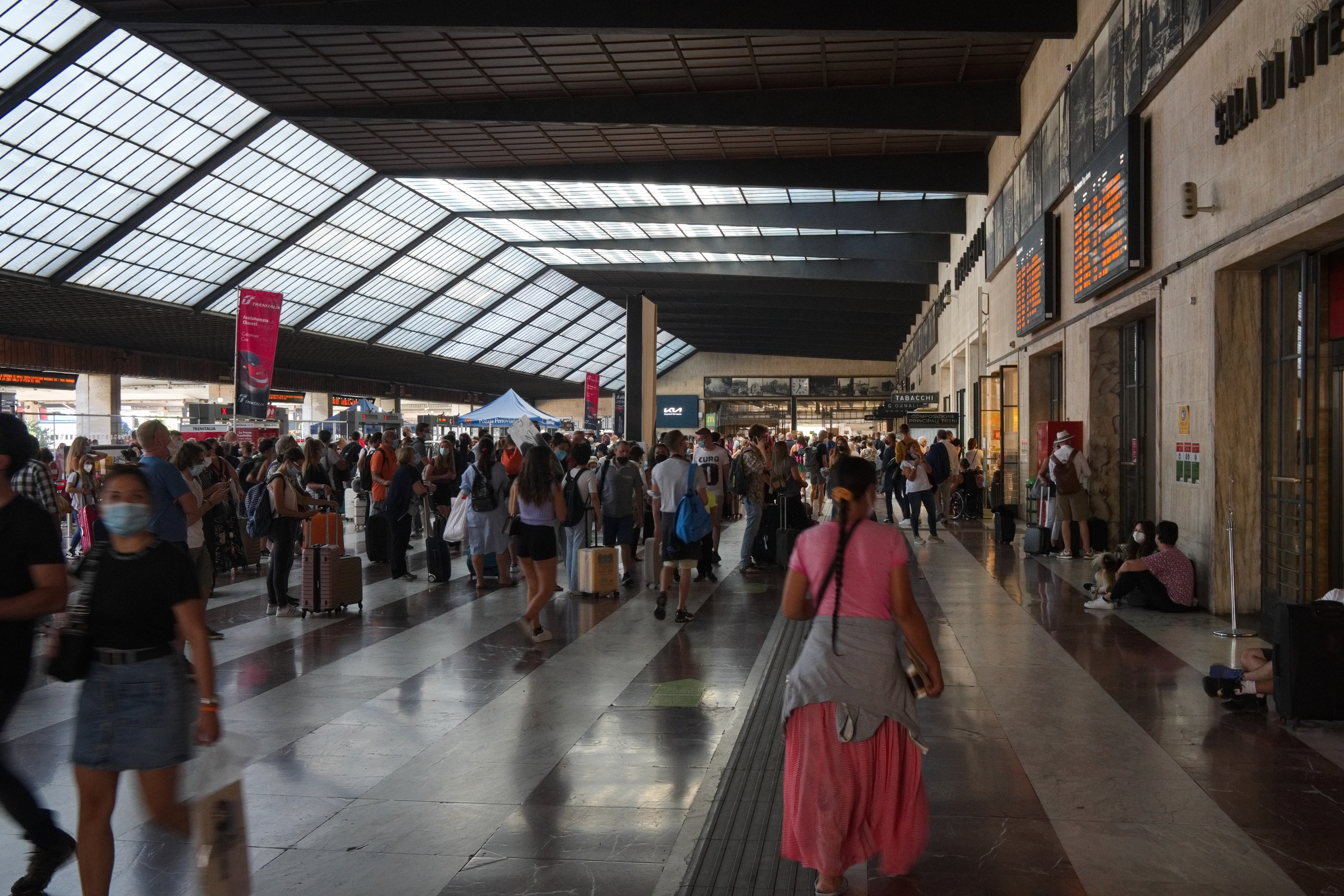
Atrio

L'ariosa galleria di testa, di 106×22 m, aperta alle estremità su via Valfonda e su via Alamanni, si configura "come una vera e propria strada urbana", ordinando il traffico dei passeggeri e raccordando i due blocchi laterali di edifici.
È pavimentata a bande longitudinali alternate in marmo bianco apuano e in marmo rosso Amiata; la copertura "inginocchiata" sostenuta da travi metalliche a forma di "Z" è dissimulata da una guaina scatolare in lamierino patinato, controsoffittata con lamierino di rame, mentre la sezione obliqua è coperta da lastre di Termolux che assicurano l'illuminazione del grande vano.
La lunga parete di testata, alta 7 metri, su cui si ritaglia la sequenza dei portali di accesso agli ambienti del ristorante, della biglietteria, delle sale d'attesa e di altre salette, è formulata "come una sorta di colossale tabellone indicatore", rivestita in lastre di travertino di Rapolano e commentata dalle scritte indicative in rame patinato.

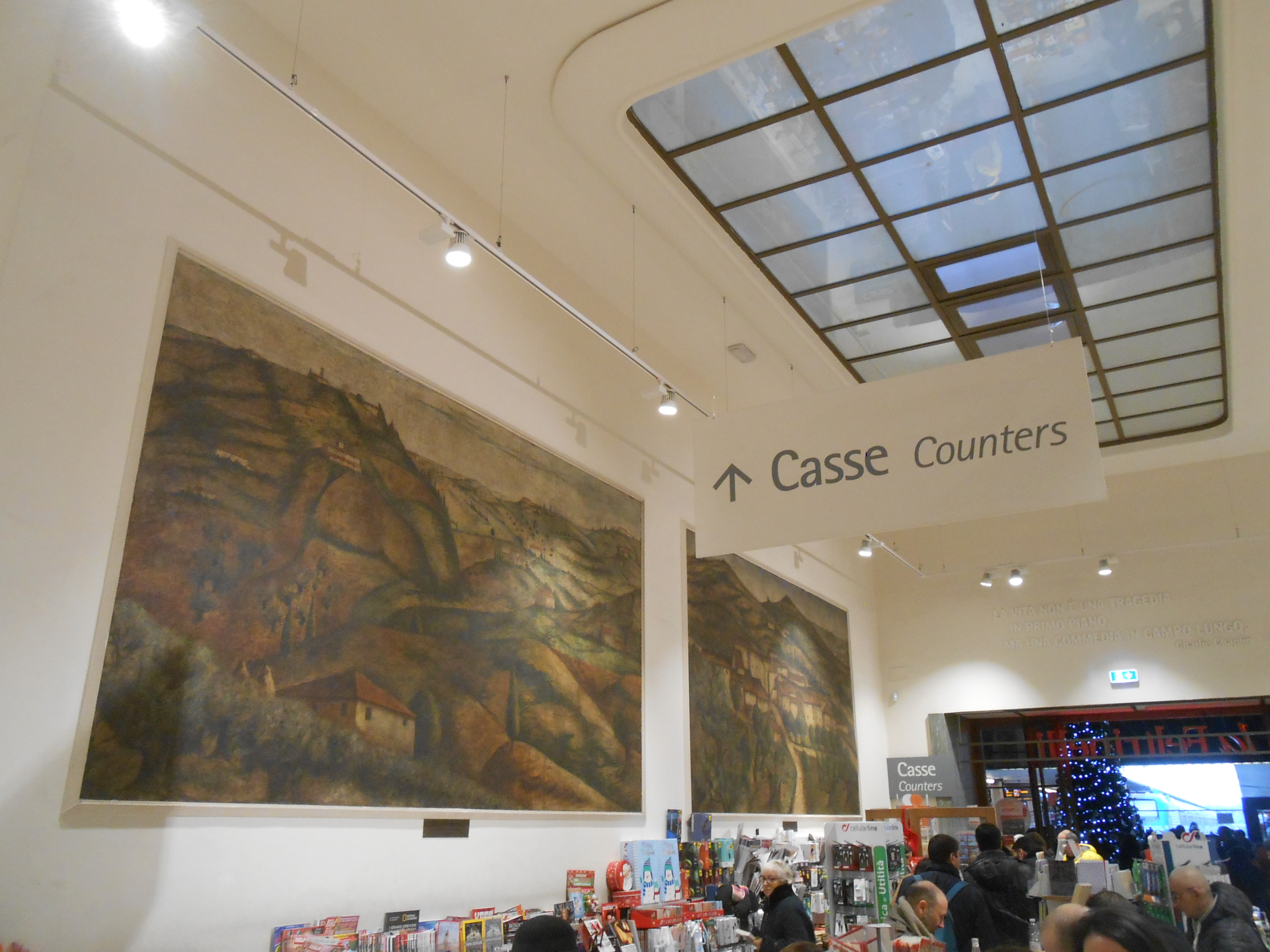
Paesaggi toscani di Ottone Rosai, nell'ex-bar della stazione

### Il bar-ristorante
Il ristorante, articolato in un primo ambiente bar-caffè e nel retrostante salone, appare pavimentato in marmo, rivestito da una zoccolatura in marmo Verde Alpi nel bar e da una pannellatura in legno nel salone. Nel bar si trovano le due grandi tempere di Ottone Rosai raffiguranti due paesaggi toscani e in una delle salette vennero collocati due pannelli di Romoli. La copertura è piana, ritagliata da ampi lucernari.
Nel corso degli anni, l'originale bar ristorante ha visto l'avvicendarsi di differenti servizi di ristorazione. Dalla fine del 2014, l'intero ambiente ospita una grande libreria, cui si associa un servizio di caffetteria situato a lato dell'ingresso con affaccio sulla galleria di testa.

### La biglietteria
Tramite una grande vetrata con infisso metallico, il ristorante comunica con il salone della biglietteria, a sua volta affacciato sulla galleria di testa con tre portali marmorei, chiusi in alto da vetrate.
È stato giustamente notato come il successivo privilegiare come accessi le due uscite laterali su via Alamanni e su via Valfonda abbia portato ad un declassamento dell'atrio biglietti; pensato invece come ingresso principale e quindi primo impatto con l'interno della stazione, il salone biglietteria si configura come un grandioso ambiente articolato in tre navate da pilastri giganti rivestiti in marmo verde Alpi, pavimentato in serpentino perlaceo alpino e rivestito interamente in marmo giallo di Siena, con i contorni delle aperture in marmo bianco apuano che riveste anche il soffitto dei due ricetti laterali, alti dieci metri.
La grandiosa vetrata in ferro e Termolux concentra la luce nella navata centrale, alta dodici metri, dando vita a un'orchestrazione coloristica giudicata a suo tempo "di spirito assolutamente non fiorentino, o per lo meno consono a quello del Cappellone Mediceo".

### Arredi e dettagli
La ricchezza dei materiali si affianca alla raffinatezza del design degli arredi - quasi del tutto scomparsi - e dei particolari funzionali.
Ai binari alcune soluzioni di estrema modernità rappresentano uno dei primi esempi di design applicato all'architettura come le panchine e i ripiani appoggia-bagagli che abbracciano i pilastri, fasciandoli nella parte inferiore da salvaurti di bronzo.
Gli orologi elettrici, tra cui quello esterno a pianta triangolare, furono disegnati da Nello Baroni. Peculiari sono anche la grafica delle scritte in bronzo sulla parete di testa, la sequenza continua dei pannelli fotografici d'epoca - ancora in loco - con le vedute delle città d'Italia, gli sportelli in cristallo e bronzo delle biglietterie ecc.

### Fortuna critica dell'opera architettonica

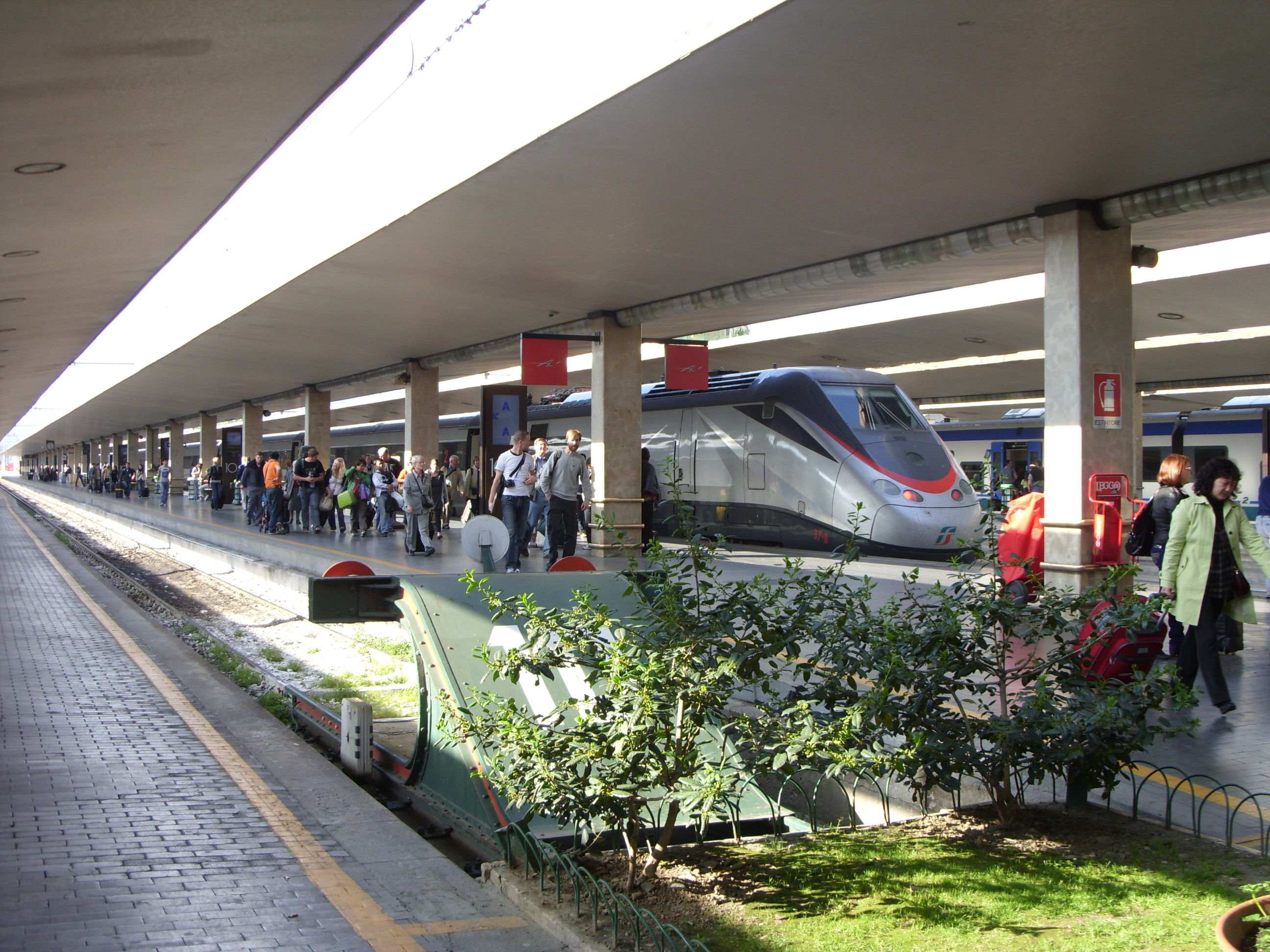
Treno AV

La bibliografia e gli apporti critici sulla stazione di Firenze sono vastissimi e molteplici ed è veramente impossibile tentare una sintesi della fortuna - e, almeno inizialmente, sfortuna - critica dell'opera.
Al di là delle etichette stilistiche che all'opera sono state date e al di là del "filologismo attributivo" e delle citazioni formali che vi si potrebbero riconoscere, è importante sottolineare che il significato dell'edificio nel panorama specificamente cittadino, era "quello di una straordinaria fioritura che il deserto architettonico fiorentino non sembrava lasciar sperare; una fioritura inaspettata, che recuperava ritardi, riscattava ottusità provinciali e, soprattutto, permetteva all'architettura di lasciare, nel tempo, un'impronta visibile e significativa", in "stretto collegamento con il linguaggio della cultura europea del periodo".
L'estrema cura del dettaglio, insieme al perfetto impianto distributivo, garantiscono alla stazione la "resistenza" non solo "all'invecchiamento funzionale" ma soprattutto "all'invecchiamento estetico" facendone una'espressione artistica "raggiunta e stabile".

### La Palazzina Reale

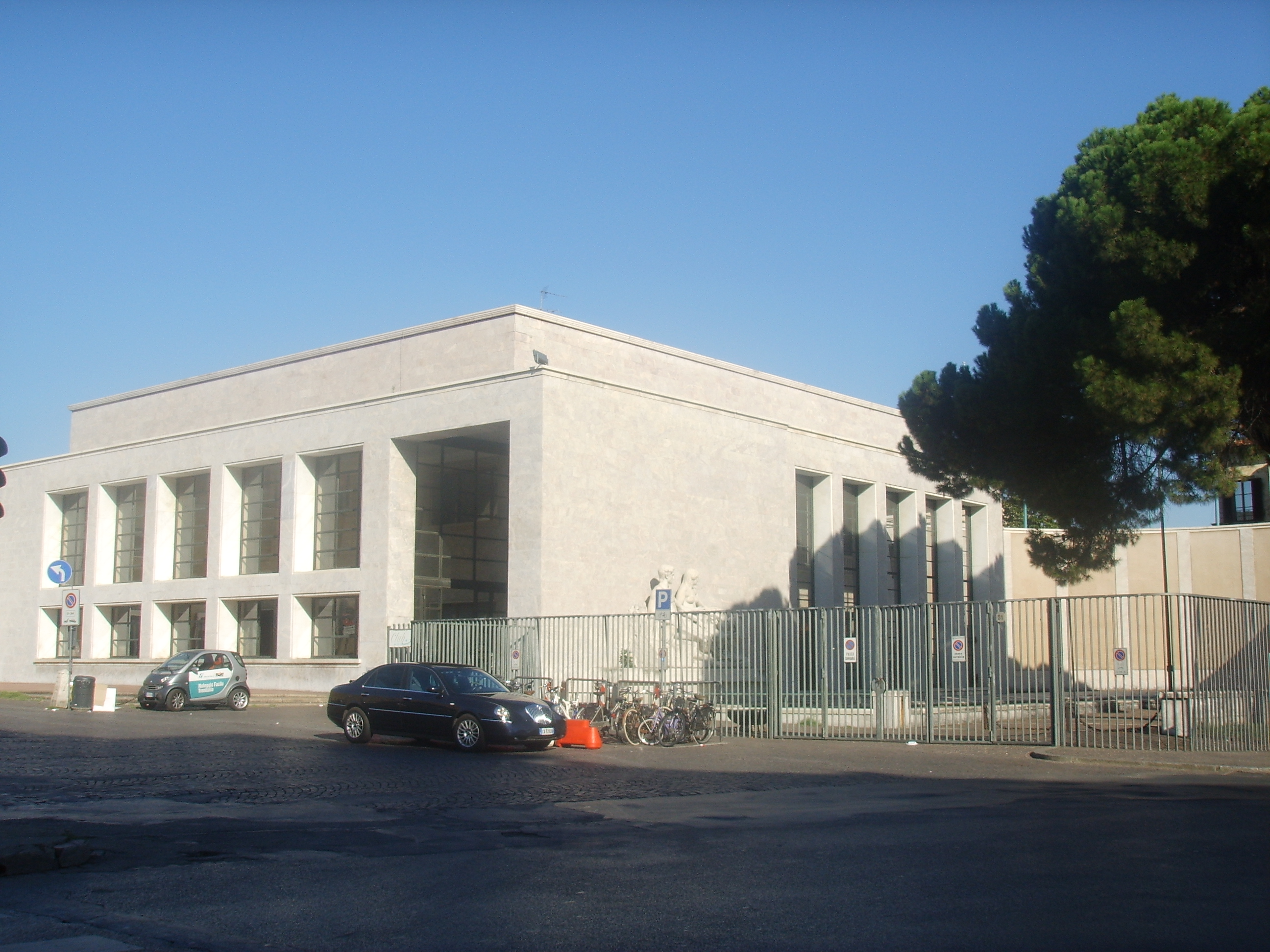
La Palazzina Reale

Nel 1935 fu inaugurato l'edificio a fianco della Stazione Centrale, destinato ad ospitare il re a la sua famiglia durante i brevi soggiorni a Firenze (la reggia di Palazzo Pitti era infatti ormai un museo). Opera tradizionalmente attribuita esclusivamente a Giovanni Michelucci (sebbene con qualche dubbio), ha la tipica linearità anni trenta, ed è composta da un corpo di fabbrica per lo più cubico, all'interno del quale la parte centrale è occupata da un grande salone reale, che si sviluppa per tutta l'altezza dell'edificio.

### La Centrale termica e la Cabina apparati
L'edificio della Centrale termica e della Cabina apparati centrali della stazione di SMN fu progettato dall'architetto Angiolo Mazzoni, responsabile dell'Ufficio Tecnico delle Ferrovie, tra il 1927 e il 1929, come parte di un più ampio disegno che comprendeva l'edificio Poste e Telegrafi su via Alamanni, il Dopolavoro ferroviario, il fabbricato della Squadra Rialzo ed il cavalcavia sul viale Fratelli Rosselli.
Considerata come "l'altro gioiello architettonico in grado di competere, sul piano della qualità, con il contemporaneo fabbricato viaggiatori", il grande pregio della Centrale risiede proprio nell'immediata caratterizzazione all'esterno delle funzioni tecnologiche che ne fanno una sorta di gigantesco pezzo di "industrial design", "testimonianza inaccessibile (...) di un momento misterioso dell'architettura desunto dall'espressionismo, dal primo futurismo e dal costruttivismo". L'edificio è infatti articolato con volumi che ricordano solidi geometrici e sottolineando la natura "tecnologica" del complesso.

### La pensilina autobus
Voluta dall'Assessorato all'urbanistica del Comune di Firenze e progettata nel 1987 dall'architetto Cristiano Toraldo di Francia, la pensilina, posta come diaframma tra la via Valfonda e il "lato arrivi" del Fabbricato Viaggiatori della Stazione, è stata realizzata nel 1990, in occasione dei Mondiali. L'opera ha suscitato vivaci critiche e accese polemiche per la scelta del linguaggio architettonico, giudicato discordante rispetto alle illustri architetture e per la collocazione urbana, che "altera non poco, impedendone anche la visione", lo spazio circostante la stazione stessa. La costruzione è stata abbattuta nell'agosto 2010.

### Piazzale binari
La stazione dispone di diciannove binari tutti tronchi; la numerazione parte da ovest e finisce a est. Nel corpo principale ci sono i binari dal 5 al 16; nell'ala ovest i binari 1A, 1, 2 e, leggermente più corti, i binari 3 e 4; all'estremità est i binari 17 e 18. Normalmente le destinazioni dei binari sono le seguenti:
- 1A - Empoli/Pisa/Livorno/La Spezia/Pontremoli/Borgo Val di Taro/Grosseto/Campiglia Marittima/Siena
- 1 - Empoli/Pisa/Livorno/La Spezia/Pontremoli/Borgo Val di Taro/Grosseto/Campiglia Marittima/Siena
- 2 - Empoli/Pisa/Livorno/La Spezia/Pontremoli/Borgo Val di Taro/Grosseto/Campiglia Marittima/Siena
- 3 - Empoli/Siena/Pisa/Livorno
- 4 - Pistoia/Siena/Empoli
- 5 - Pistoia/Lucca/Viareggio
- 6 - Pistoia/Lucca/Viareggio
- 7 - Pistoia/Lucca/Viareggio
- 8 - Bologna (DD)
- 9 - Bologna (DD)
- 10 - Bologna (DD)
- 11 - Roma (DD)
- 12 - Roma (DD)
- 13 - Borgo San Lorenzo (via Pontassieve)/Foligno/Roma (LL)
- 14 - Borgo San Lorenzo (via Pontassieve)/Foligno/Roma (LL)/Arezzo
- 15 - Arezzo/Chiusi-Chianciano Terme
- 16 - Arezzo/Chiusi-Chianciano Terme
- 17 - Faenza (via Faentina)
- 18 - Borgo San Lorenzo (via Pontassieve)

Nonostante le assegnazioni programmate, i treni alta velocità generalmente si trovano a tutti i binari da 8 a 12 senza tenere conto della distinzione 8/9/10: Bologna e 11/12: Roma. 

#### Nuovi progetti
Dopo le realizzazioni di box e ampliamenti per attrezzature commerciali e servizi vi è un progetto di riqualificazione elaborato dall'architetto Marco Tamino che prevede in primo luogo il ripristino e la valorizzazione degli spazi e delle finiture storiche mediante l'eliminazione di tutte le superfetazioni introdotte negli anni e il recupero e il riutilizzo di ambienti posti sotto il corpo della stazione per la creazione di nuovi spazi di servizio, cosicché gli esercizi commerciali già esistenti saranno integrati da un nuovo centro servizi rivolto a viaggiatori e cittadini. Sarà inoltre realizzato un nuovo nucleo scale, che collegherà la galleria centrale con il piano interrato, e verranno restaurati la galleria di testa, gli arredi di stazione e gli elementi costruttivi e decorativi.
Sono stati individuati gli interventi che potranno garantire una migliore funzionalità nelle aree intorno alla stazione con la realizzazione di una serie di opere di bonifica e riorganizzazione (pensiline, spazi di servizio per la mobilità veicolare e per il trasporto pubblico, percorsi e sottopassi pedonali, spazi a verde).

## Movimento
La stazione è una delle più trafficate d'Italia sia per numero di passeggeri sia per numero di treni che effettuano servizio in questa stazione.
Sono circa 593 i treni, tra feriali e festivi, che effettuano servizio in questa stazione, mentre sono circa 59.000.000 i passeggeri annui.
Il servizio viaggiatori è effettuato da Trenitalia per il trasporto nazionale e regionale, mentre per quello nazionale è affiancata da Nuovo Trasporto Viaggiatori.

## Servizi
Per quanto riguarda i servizi rivolti alle persone a ridotta mobilità, quella di Firenze Santa Maria Novella è una delle quattordici stazioni master nazionali e dunque ospita una "sala blu", luogo in cui opera personale specializzato per l'assistenza a tali utenti e in cui si organizza, si coordina e si sovrintende alla gestione dei servizi a loro rivolti.
La stazione dispone di:
- Biglietteria a sportello
- Biglietteria automatica
- Sala d'attesa
- Servizi igienici
- Posto di Polizia ferroviaria
- Bar
- Ristoranti
- Ufficio informazioni turistiche
- Deposito bagagli automatico

## Interscambi
La stazione permette l'interscambio diretto con le linee 1 e 2 della rete tranviaria di Firenze, attivata nel 2010, che ha consentito di riportare il servizio tranviario nella zona dopo la chiusura della rete tranviaria storica. Le fermate di riferimento sono Alamanni-Stazione (linee 1 e 2) e Valfonda (linea 1 e 2).
Sono inoltre presenti fermate e capolinea delle autolinee urbane, interurbane, extraurbane e internazionali.

## Omaggi
- Alla stazione è dedicata la canzone di Pupo Firenze S. Maria Novella, contenuta nell'album Più di prima del 1980.
- Nella stazione e nel suo sottopassaggio furono girate alcune scene di Amici miei (1975). La più celebre di queste è quella degli schiaffi dati ai passeggeri affacciati ai finestrini di un treno in partenza.
- Nel film Il Ciclone (1996) di Leonardo Pieraccioni vi sono scene girate nella galleria centrale della stazione e al binario 16.
- I binari 5 e 6 sono raffigurati nella copertina dell'album di esordio della band statunitense The Calling, Camino Palmero (2001).

## Altre immagini

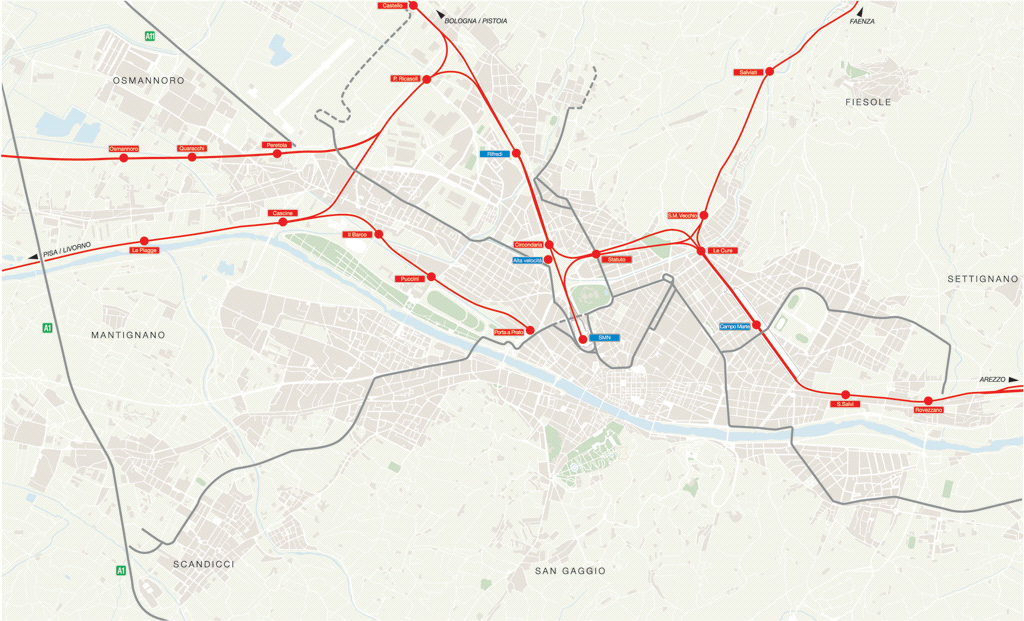
Servizio Ferroviario Metropolitano (con fermate future e AV)
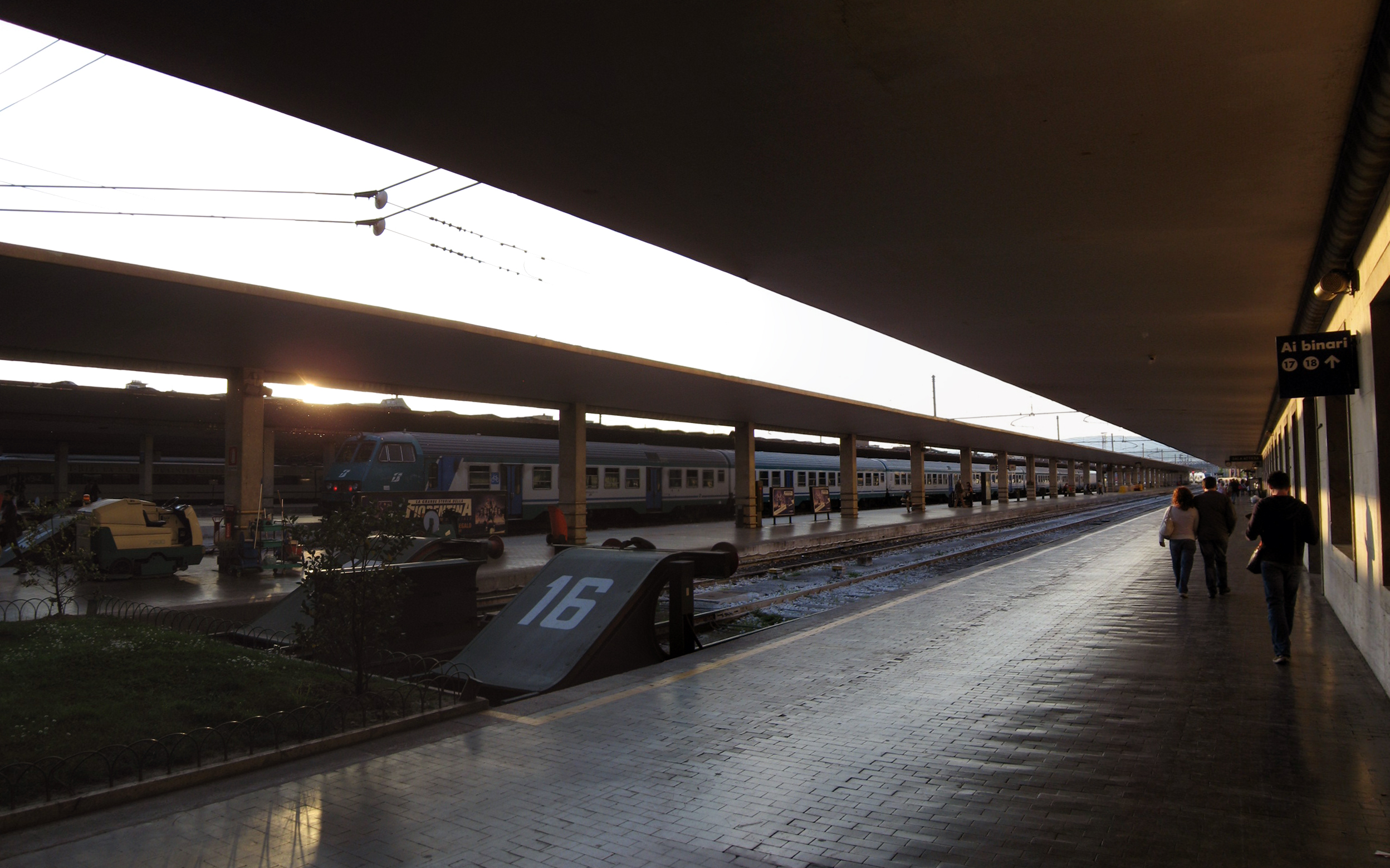
Binario 16
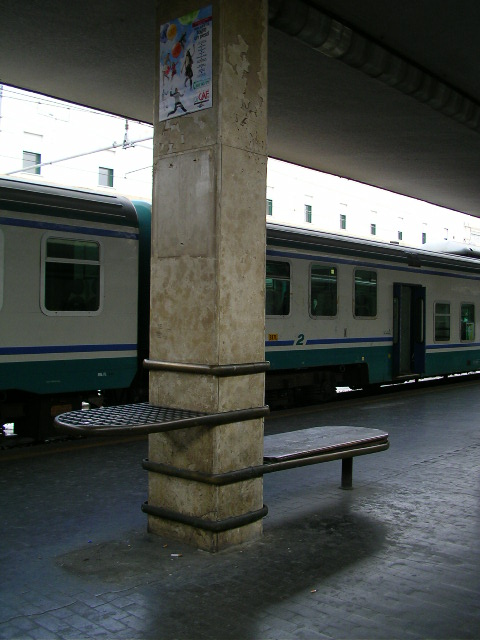
Panchina e poggia bagagli "legati" a un pilastro
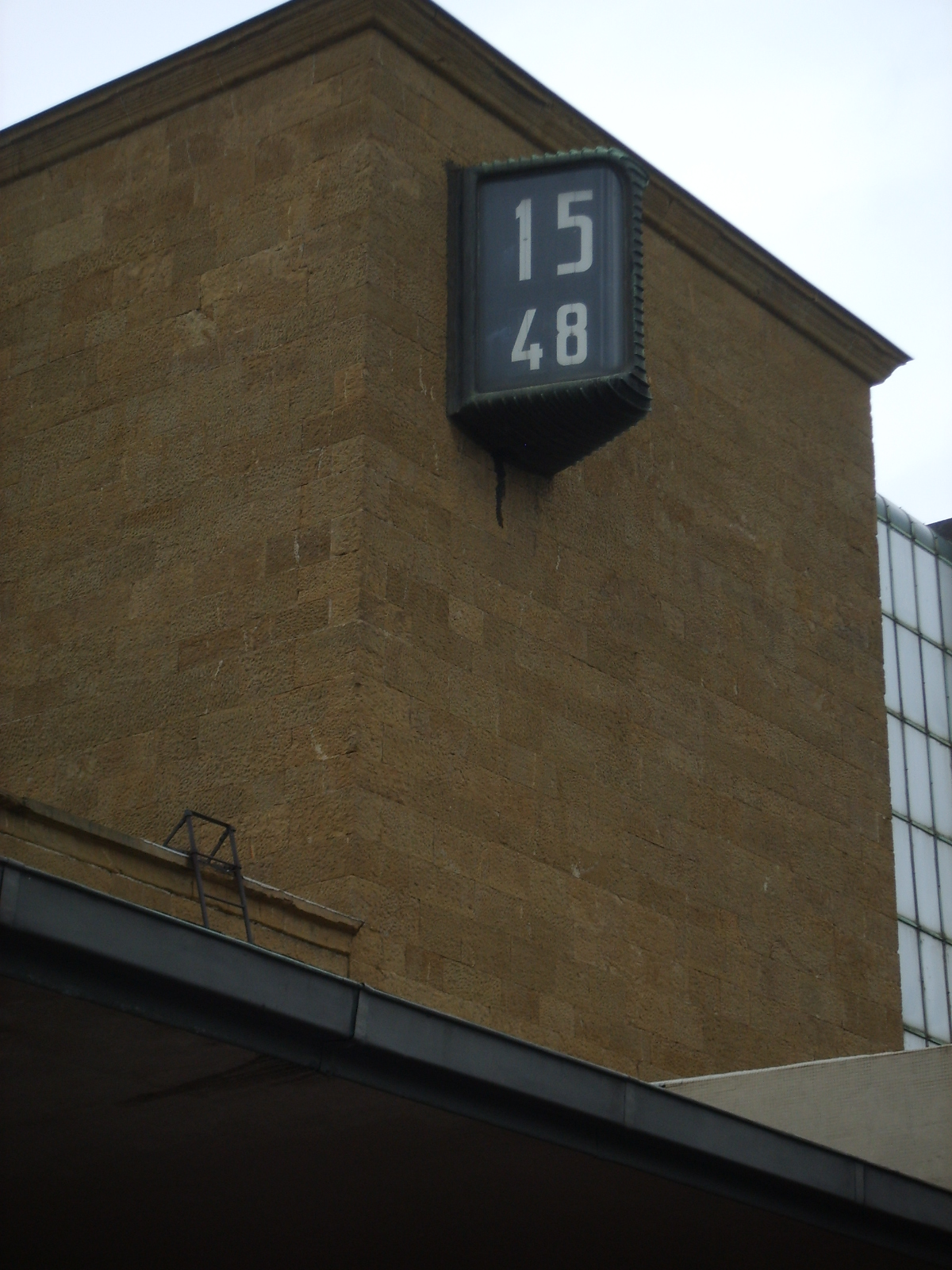
L'orologio di Nello Baroni